# Jim Wright (cestista)
James Leroy Wright, detto Jim (Queens, 28 marzo 1959 – 25 novembre 2022), è stato un cestista statunitense, professionista in Spagna.

## Carriera
Venne selezionato dai New York Knicks al quinto giro del Draft NBA 1981 (109ª scelta assoluta), ma non giocò mai nella NBA.